# Hedwig Wigger
Johanna Friederike Julia Hedwig Wigger, verh. Barsch, auf Werken auch: Wigger-Barsch (* 27. Januar 1853 in Grevesmühlen; † 28. November 1918 in Breslau, Pseudonyme: Rana Düsen, J. Martinitz), war eine deutschsprachige Novellistin, Übersetzerin und Literaturkritikerin.

## Erzieherin
Hedwig Wigger wurde geboren als Tochter des Grevesmühlener Schützenwirts Joachim Detlof Heinrich Wigger und dessen Frau, Catharina Dorothea Juliane Reeps, einer Schusterstochter aus Malchow. Aufgewachsen in Grevesmühlen und Wismar, erhielt Hedwig Wigger ihre Schulbildung in einem Hamburger Mädchenpensionat, wo sie Französisch lernte und sich als sehr sprachbegabt erwies. Als junge Frau ging sie nach Portugal, wo sie als Hauslehrerin in der Familie eines Ministers der portugiesischen Regierung arbeitete und abwechselnd in Lissabon und auf Madeira lebte. Sie beherrschte die Fremdsprache so gut, dass sie in portugiesischer Sprache für verschiedene Zeitschriften schrieb und Werke der portugiesischen Literatur übersetzte.
Mit der Familie ihres Arbeitgebers unternahm sie Reisen durch ganz Europa, vor allem nach Ungarn und Böhmen. Später ließ sie sich in Wien nieder, wo sie die Erziehung von zwei Töchtern eines Kurbad-Besitzers übernahm und mit den Schriftstellern Heinrich Laube und Anton Lindner befreundet war.

## Vermittlerin portugiesischer Literatur
Hedwig Wigger-Barsch übersetzte unter anderem Poesie von Eugénio de Castro, José Ramos Coelho, Alberto de Oliveira und António Duarte de Oliveira Soares. Mit Pedro Machado war sie befreundet. Für die in München erscheinende, von Michael Georg Conrad herausgegebene Zeitschrift Die Gesellschaft. Monatschrift für Litteratur, Kunst und Sozialpolitik, die den Naturalismus propagierte, schrieb sie viele Jahre lang den portugiesischen Literaturbericht.
Eine zentrale Passage in Fontanes Spätwerk Der Stechlin, die den Dichter João de Deus Nogueira de Ramos (1830–1896) behandelt, erwähnt ihren Nachruf auf diesen wichtigen portugiesischen Dichter der Neuzeit.
Für ihre Mittlertätigkeit erhielt sie am 2. August 1902 ein Ehrendoktor-Diplom der Universität Coimbra und wurde vom portugiesischen König Dom Luis mit Orden ausgezeichnet. Der portugiesische Präsident widmete ihr eines seiner Werke.

## Ehe und letzte Lebensjahre
1886 ließ sich Hedwig Wigger in Breslau nieder und heiratete den schlesischen Erzähler Paul Barsch. Ihre Tochter Julia Gertrud Barsch (1886–1929) heiratete 1917 den Görlitzer Gymnasiallehrer Paul Gatter und war die Großmutter des Fernsehjournalisten Peter Gatter sowie die Urgroßmutter von Stephan Gatter und Nikolaus Gatter. Zwischen 1900 und 1905 lebten die Barschs in Grüneiche; später nutzten sie ein Sommerhaus in Schieferstein am Zobten (heute polnisch Przemiłów).
Gemeinsam wirkte das Ehepaar für die Publikationen der Breslauer Dichterschule. Hedwig Barschs Novellenband Die Monarchen kommen erlebte im Erscheinungsjahr drei Auflagen und schilderte mit sozialkritischer Perspektive das Leben und die Armut der Wanderarbeiter (der sogenannten  „Monarchen“). Hierfür betrieb sie Studien zum Kundendeutsch oder Rotwelsch, der Sprache der Vagabunden.  Mittelbar trug sie dadurch auch zum autobiographischen Roman Von Einem, der auszog ihres Ehemanns Paul Barsch bei.
Erinnerungen und Skizzen aus ihrer portugiesischen Zeit sammelte Wigger unter dem Titel In lusitanischer Sonne. 1897 war sie ständige Mitarbeiterin der Breslauer Gerichts-Zeitung; 1899 übernahm sie die Stelle des verstorbenen Redakteurs Berthold Stein an der Breslauer Zeitung.
Hedwig Wigger starb am Ende des Ersten Weltkriegs, am 28. November 1918, nach langer Krankheit im 65. Lebensjahr. An ihrer Trauerfeier in Hirschberg nahmen neben ihrem Witwer der Direktor des Breslauer Stadttheaters Theodor Loewe und die Schriftstellerkollegen Paul Keller und Hermann Stehr teil. Ihre sterblichen Überreste wurden eingeäschert und in ihrer mecklenburgischen Heimat beigesetzt.

## Werke
- Die Monarchen kommen. Novellen. C. F. Müller, Leipzig 1892
- In lusitanischer Sonne. Erzählungen. L. Heege, Schweidnitz 1914

## Mitarbeit an Periodika
- Breslauer Zeitung
- Breslauer Gerichts-Zeitung
- Bühne und Welt. Zeitschrift für Theaterwesen, Literatur und Kunst
- Deutsche Blätter
- Die Gesellschaft. Monatschrift für Litteratur, Kunst und Sozialpolitik
- Das Magazin für Litteratur
- Neue Illustrirte Zeitung. Illustrirtes Familienblatt (wien)
- Monatsblätter. Organ der Breslauer Dichterschule (ab 1901: Der Osten. Literarische Monatsschrift der „Breslauer Dichterschule“)